# Anguillidae
Anguillidae (Enguia) é uma família de peixes actinopterígeos pertencentes à ordem Anguilliformes. As cerca de 15 espécies descritas (algumas contestadas) pertencem todas ao género Anguilla.

## Descrição
São normalmente peixes catádromos, desenvolvendo-se em rios e reproduzindo-se no oceano, vivem em águas tropicais e temperadas, mas ausentes no Pacífico oriental e no Atlântico sul. As larvas são chamadas leptocéfalos e podem nadar grandes distâncias desde o local de nascimento até ao rio onde vão se desenvolver.
O corpo é alongado, subcilíndrico, com escamas diminutas ou embebidas na pele. Têm nadadeiras peitorais bem desenvolvidas, mas não possuem nadadeiras pélvicas; a dorsal e a caudal juntam-se à anal.
Todas as espécies são importantes economicamente e usadas na alimentação humana; são vendidas frescas, defumadas ou enlatadas. São também criadas em aquacultura, com base na captura de filhotes; várias espécies foram introduzidas nos outros países.

## Espécies
Algumas das espécies e subespécies e sua distribuição geográfica, segundo a FishBase:
- Anguilla anguilla Linnaeus, 1758 - enguia europeia, reproduz-se no Mar dos Sargaços;
- Anguilla australis Richardson, 1841 - enguia austral, distribui-se no Pacífico sul;
- Anguilla bengalensis bengalensis Gray, 1831 - enguia indiana, subcontinente indiano e sudeste asiático;
- Anguilla bengalensis labiata Peters, 1852 - enguia africana, África oriental;
- Anguilla bicolor bicolor McClelland, 1844 - enguia-de-barbatana-curta, oceano índico e oeste do Pacífico;
- Anguilla bicolor pacifica Schmidt, 1928 - enguia-do-pacífico, região Indo-Pacífica;
- Anguilla celebesensis Kaup, 1856 - enguia-das-celebes, Indonésia às Filipinas e Nova-Guiné;
- Anguilla interioris Whitley, 1938 (sem informação no FishBase);
- Anguilla japonica Temminck & Schlegel, 1847 (sem informação no FishBase);
- Anguilla malgumora Kaup, 1856 (sem informação no FishBase);
- Anguilla marmorata Quoy and Gaimard, 1824 enguia-gigante, Indo-Pacífico (de Moçambique ao Japão e à Polinésia Francesa);
- Anguilla megastoma Kaup, 1856 (sem informação no FishBase);
- Anguilla mossambica Peters, 1852 - enguia-de-moçambique (sem informação no FishBase);
- Anguilla nebulosa McClelland, 1844 (sinónimo de Anguilla bengalensis bengalensis, segundo a FishBase);
- Anguilla obscura Günther, 1872(sem informação no FishBase);
- Speckled longfin eel, Anguilla reinhardtii Steindachner, 1867 (sem informação no FishBase);
- Anguilla rostrata Le Sueur, 1821 - enguia-americana, Atlântico norte e centro-ocidental, da Groenlândia às Guianas;